# Chimonobambusa opienensis
Chimonobambusa opienensis är en gräsart som först beskrevs av Yi Li Keng, och fick sitt nu gällande namn av Tai Hui Wen och Dieter Ohrnberger. Chimonobambusa opienensis ingår i släktet Chimonobambusa och familjen gräs. Inga underarter finns listade i Catalogue of Life.